# Henri Vallée
Pour les articles homonymes, voir Vallée (homonymie).
Henri, Pierre, Michel, Archange Vallée, né le 16 juin 1874 à Dijon (Côte-d'Or) et décédé le 12 mars 1947 à Dijon, est un vétérinaire et microbiologiste français.
Collaborateur d'Edmond Nocard à l' École vétérinaire d'Alfort et d'Emmanuel Leclainche à l' École vétérinaire de Toulouse, Henri Vallée a été un vétérinaire microbiologiste et immunologiste de premier plan pendant la première moitié du XXe siècle, dont le nom est associé notamment au sérum polyvalent de Leclainche et Vallée et au vaccin contre la fièvre aphteuse. Cet enseignant chercheur a également occupé des postes de direction, de l’École nationale vétérinaire d'Alfort, du Laboratoire national des services vétérinaires et de la Direction des services vétérinaires du ministère de l'agriculture.

## Biographie
En 1897 Henri Vallée sort major de l’École vétérinaire d’Alfort  et, séduit par la personnalité d’Edmond Nocard, travaille avec lui comme assistant bénévole avant son départ pour Toulouse.
Le premier décembre 1898, il est répétiteur (1er degré dans la hiérarchie de l'enseignement vétérinaire à cette époque) de police sanitaire à l’École vétérinaire de Toulouse et devient le collaborateur d’Emmanuel Leclainche. Après concours, il est nommé chef de travaux de police sanitaire le 1er novembre 1900.
En 1901, une place devient vacante à  Alfort, à la suite du départ de Joseph Lignières, et Henri Vallée quitte Toulouse. Il devient chef de laboratoire de Nocard et va collaborer avec  Roux  pendant de nombreuses années.
En 1903, Nocard meurt prématurément et H. Vallée, après un concours très brillant en 1904, lui succède comme professeur de pathologie des maladies contagieuses à Alfort. Pendant 16 années, il assure l’enseignement de la chaire ; l’Institut Pasteur, la Faculté de médecine le chargent également de cours magistraux. Il assure, avec Émile Roux jusqu’en 1920, la direction du Laboratoire de recherche du Service sanitaire vétérinaire placé sous la responsabilité de l’inspecteur général du service d’inspection sanitaire, Emmanuel Leclainche.
En 1911, il est nommé directeur de l’École vétérinaire d’Alfort et y succède à Barrier. Pendant sa période de direction, il bâtit les premières fondations de l’Institut de Médecine Vétérinaire Exotique. 
En 1920, il quitte l’enseignement et la direction de l’École d’Alfort pour se consacrer exclusivement à la direction du Laboratoire d’Alfort qui prend le nom de Laboratoire national des Services vétérinaires.
En 1929, il accepte la direction des Services vétérinaires au ministère de l’agriculture où il succède à Emmanuel Leclainche. Il y demeure pendant quatre années en essayant d’y imposer ses vues, mais son état de santé le contraint à se retirer en 1933 et il regagne Dijon, sa ville natale, où il décède le 12 mars 1947.

## Œuvres et publications

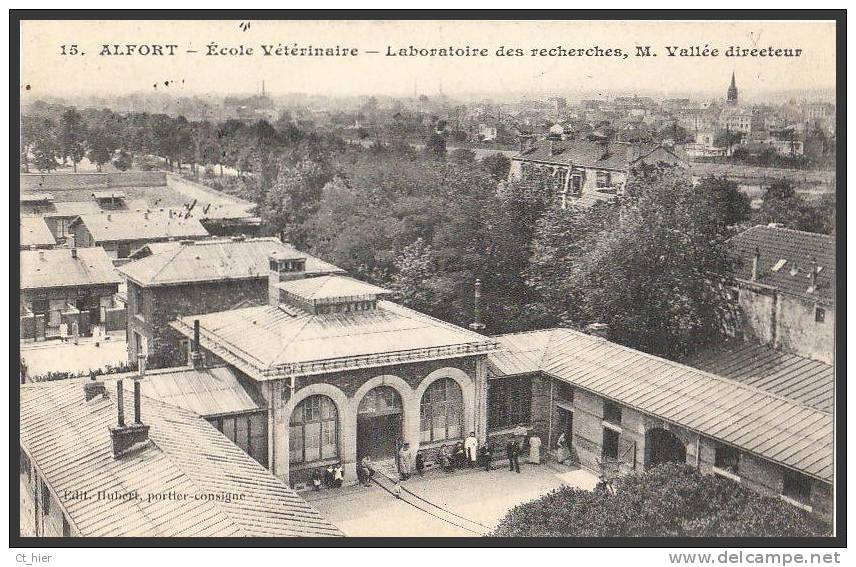
Laboratoire de recherches vétérinaires à l’École nationale vétérinaire d'Alfort, au début du XXe siècle, à l'époque où le professeur Henri Vallée en était le directeur

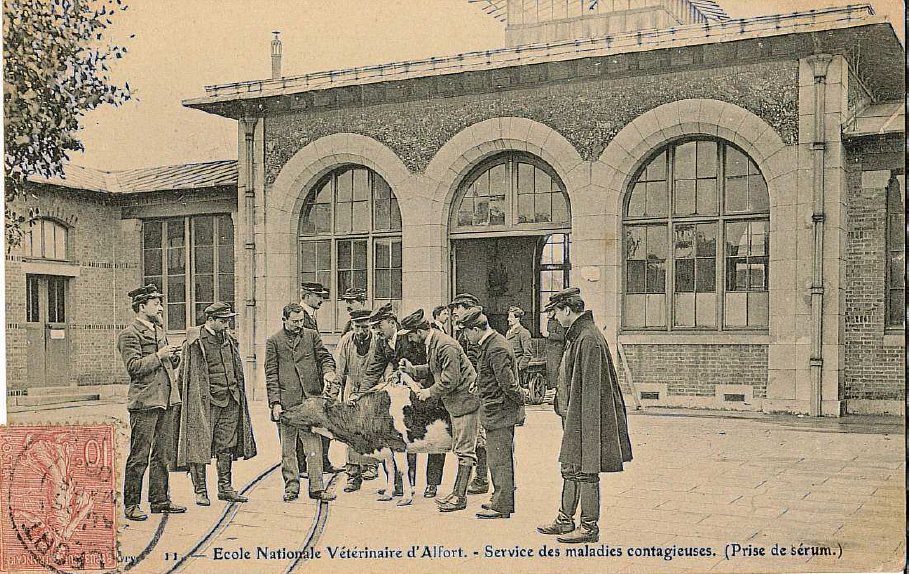
Prélèvement sanguin sur un bovin dans le service de maladies contagieuses de l’École nationale vétérinaire d'Alfort, au début du XXe siècle

Ses principales recherches ont porté sur le charbon symptomatique et les gangrènes gazeuses, la tuberculose, l’anémie infectieuse équine et la fièvre aphteuse.
Dès 1900, avec Leclainche, il met au point un procédé sûr d’obtention, en culture pure, de l’agent du charbon symptomatique (Clostridium  chauvoei) qui lui permet d’étudier la toxine, de déterminer ses qualités et de montrer le rôle essentiel qu’elle joue dans la pathogénie de la maladie. Avec  Leclainche également, il prépare un sérum antimicrobien et antitoxique contre cette bactérie. Il montre les imperfections des anciennes méthodes de vaccination et préconise un procédé d’immunisation par culture en milieu dysgénésique. Avec Bazy, il est à l’origine des premiers essais de vaccination antitétanique de l’Homme.
En matière de tuberculose, H. Vallée applique aux bovins la cutiréaction et l’ophtalmoréaction à la tuberculine. Poursuivant des travaux sur la vaccination antituberculeuse, il découvre le rôle joué par l’infection première dans la résistance aux surinfections et formule l’idée que la vaccination antituberculeuse ne se révèle efficace que si elle est effectuée à l’aide de bacilles vivants. Par suite, il imagine une méthode de vaccination fondée sur l’inoculation du germe vivant en excipient irrésorbable.
En collaboration avec Paul Rinjard, il applique cette méthode à la paratuberculose (entérite chronique hypertrophiante des bovidés).
Dans deux mémoires parus en 1906 et 1907, il présente avec Henri Carré les résultats de leurs travaux sur une maladie encore mal identifiée à l’époque : l’anémie infectieuse équine. Ils démontrent l’étiologie virale de cette maladie, éclairent sa pathogénie et mettent en lumière l’existence de formes chroniques insoupçonnées, compatibles avec un excellent état de santé apparente des animaux. Dans cette maladie, comme dans la tuberculose, l’immunité semble dépendre de l’état d’infection du sujet ,.
Ses recherches sur la fièvre aphteuse, commencées avec Nocard et Roux en 1901, ont été reprises en 1920 à la demande des pouvoirs publics. Vallée démontre la grande résistance du virus aphteux et administre la preuve de l’existence de plusieurs types antigéniques de ce virus (pluralité antigénique), ce qui déterminera, ultérieurement, la composition antigénique des vaccins anti aphteux, adaptée à la nature des souches circulant dans chaque région d’élevage. Il démontre également la possibilité de vacciner contre la fièvre aphteuse au moyen du virus traité par le formol, ce qui sera à la base de la fabrication des vaccins anti aphteux pendant de nombreuses années.
En 1920, Henri Vallée participe à la création de la société en nom collectif Bimes, Leclainche et Vallée : l’Institut de sérothérapie de Toulouse, fondé initialement, en 1905, par Leclainche et Bimes. Son fils, vétérinaire, Maurice Vallée en a assuré la direction à partir de 1930 et a été à l’origine de la création du prix Henri Vallée, destiné à récompenser les élèves ayant obtenu la meilleure moyenne en pathologie infectieuse dans les Écoles vétérinaires françaises.

## Académies, sociétés savantes et professionnelles

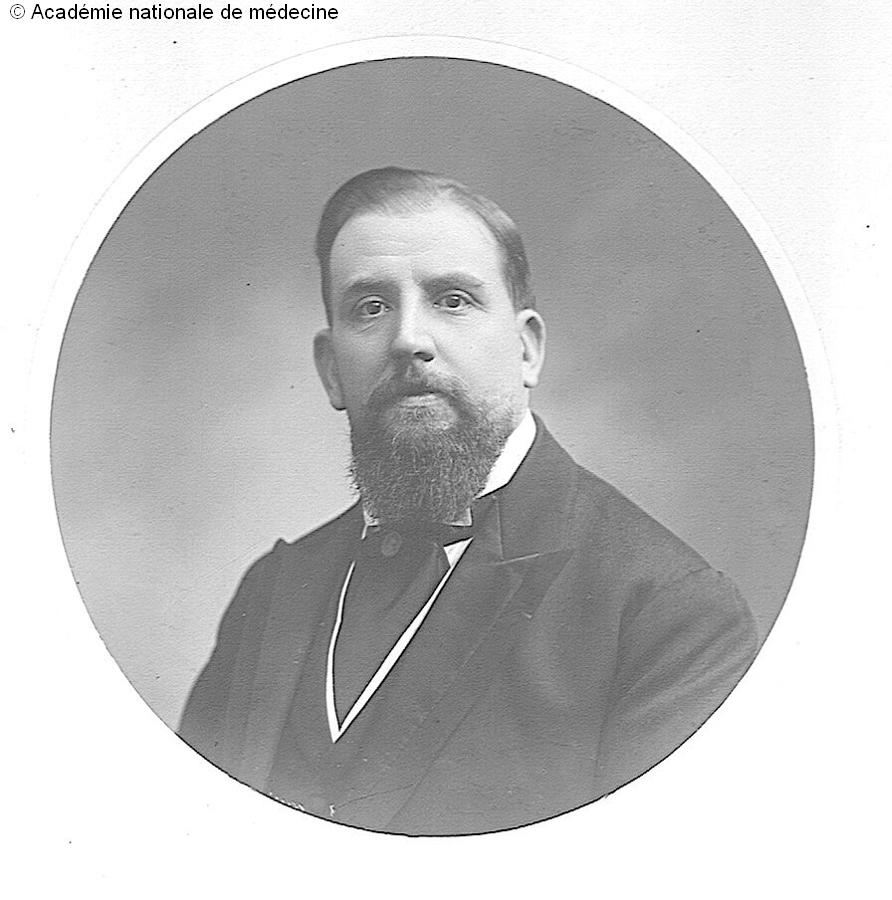
Henri Vallée, 1874-1947, professeur de maladies contagieuses et directeur du Laboratoire de recherches vétérinaires à l’École nationale vétérinaire d'Alfort

Les activités professionnelles d’Henri Vallée l’ont conduit à être membre de tous les conseils et comités officiels professionnels ainsi que du Conseil supérieur d’hygiène publique de France. Il fut membre de l’académie vétérinaire et de l’académie de médecine, membre correspondant de l’académie d’agriculture, et de l’académie des sciences. Il a fait partie de (ou a présidé) la plupart des sociétés savantes médicales et vétérinaires françaises (Société de biologie, Société vétérinaire pratique, Société de pathologie comparée, Société des sciences vétérinaires de Lyon, Société d’étude sur la tuberculose, Société de pathologie exotique…) ainsi que de certaines sociétés étrangères (Académie de médecine de Belgique, Académie de médecine de Roumanie, Royal Veterinary College, American Veterinary Medical Association, Institut vétérinaire de Kharkov, Société médicale de Bologne…).

## L’homme

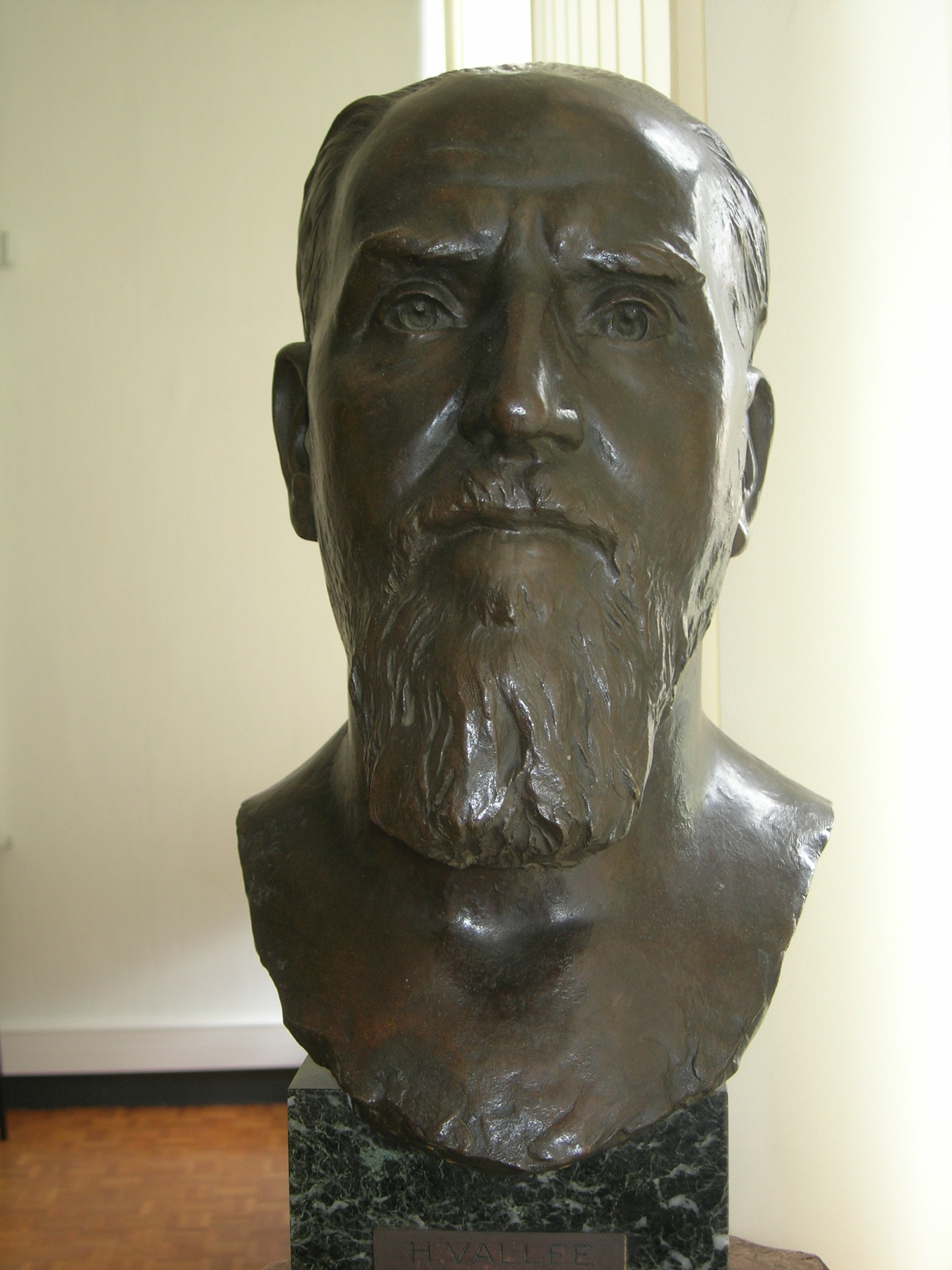
Buste d'Henri Vallée par Paul Gasq

Pour Pierre Goret, « Henri Vallée alliait harmonieusement à des dons remarquables d’enseignant hors de pair et d’orateur d’immense talent, toutes les qualités du savant et du chercheur passionné.
Son langage était élégant et châtié, son éloquence persuasive et convaincante. Ses auditoires, d’élèves ou de collègues, maintenus en haleine par l’intérêt de ses exposés, d’une merveilleuse clarté, dépouillés d’artifices et de détails inutiles ou insuffisamment vérifiés, subissaient l’emprise de sa voix douce et forte à la fois.
À l’amphithéâtre, comme dans les salles de conférences, de commissions, de conseils, Vallée était écouté, était compris. Son verbe attirant imposait à tous ses propres convictions basées sur des faits plusieurs fois vérifiés, des notions passées au crible d’une judicieuse critique. Il émanait de lui une impression de sécurité tranquille et forte dans l’affirmation d’une position scientifique choisie et défendue par lui.
Une même sereine confiance, qu’il communiquait à ceux qui l’approchaient ou le consultaient, se dégageait de son attitude, de ses yeux brillants d’intelligence, de ses paroles qui manifestaient son amène bonté et sa bienveillante sollicitude à l’égard de ses élèves, anciens élèves, collaborateurs et subordonnés.
Il aimait donner à ses entretiens une allure souvent cordiale. Dans les heures de délassement, il charmait par sa simplicité, par ses propos pleins d’esprit où perçaient toute la saveur des traditions bourguignonnes, le sel du folklore du terroir natal qu’il affectionnait ».

## Distinctions
Henri Vallée était commandeur de la Légion d’honneur, docteur honoris causa de l’Université de La Plata, et professeur honoraire des Universités de Buenos Aires et de Montevideo.

## Hommages
Il existe le square Henri Vallée (1874-1947) à Dijon, sa ville natale, où Henri Vallée est cité comme professeur à l'Institut Pasteur, la rue Henri Vallée à Toulouse et à Brûlon dans la Sarthe (72). L'avenida Henri Vallée, à Uberlândia dans le Minas Gerais, au Brésil.